# 安藤ヒロキオ
安藤 ヒロキオ（あんどう ひろきお、1982年6月19日 - ）は、俳優、元お笑い芸人。宮崎県都城市出身。所属はジパング合同会社。

## 来歴
日活芸術学院27期生。中退。
ワタナベコメディスクール14期。
2020年4月に発表されたピンク映画ベストテン2019で助演男優賞を受賞。

## 人物
Vシネマを中心に活動しており、R指定の過激な作品や、ピンク映画にも出演している。

## 出演

### テレビ
- テレビドラマ闇金ウシジマくん（第4話宮本役）※当時安藤裕樹のまま。
- 人間の証　第4話プロデューサー安藤裕之役
- ゲス不倫妻とサレ夫 -REVENGE to the IMMORAL WIFE-（2022年4月16日、刺激ストロングチャンネル）白石博之役[2]
- 奥様に触れたくて・・（2022年4月23日、刺激ストロングチャンネル）[3]

### 舞台
- 舞台版「殿といっしょ」（前進座）
- 朗読劇「猫と裁判」（スペースゼロ）“朗読劇「猫と裁判」”. 2015年8月14日閲覧。
- 舞台「輪命」（相鉄本多劇場）
- 舞台「ASIAN BUTTERFLY」（相鉄本多劇場）
- 舞台「鬼が見る夢の名は修羅」（主演・呪羅役）（相鉄本多劇場）
- 舞台「NIGHT EDEN」（相鉄本多劇場）
- 舞台「緑の方舟」（相鉄本多劇場）
- 舞台 増田こうすけ劇場 ギャグマンガ日和（2015年9月16日 - 21日、博品館劇場）- フィッシュ竹中 役
- 舞台「ザ・バトルドクター」
- 舞台「幕末のドリフ」（中野ザ・ポケット）
- 舞台「ヒストリーズジャパン」（新宿モリエール）
- DIRT1600舞台レギュラー（千本桜ホール）
- 舞台「鬼が哭いた夜」（神奈川ＫＡＡＴ）

### 映画
- 道しるべ
- 劇場版 仮面ライダーディケイド オールライダー対大ショッカー（2009年）
- 青春のささくれ  不器用な舌使い（2018年、オーピー映画）-上田義明 役
- 人情フェロモンもち肌わしづかみ（2018年、オーピー映画）-轟真澄 役
- 親父が愛した男たち（2018年8月8日、オーピー映画） - 戸田国義 役[4]
- 永遠のひと〜私を通り過ぎていったオトコたち〜（2018年、オーピー映画）-戸田国義 役
- アブノーマルファミリー 新妻なぶり（2018年11月16日、オーピー映画）- 良夫 役[5]
- スナックあけみ 濡れた後には福来たる（2018年12月14日、オーピー映画） - 鈴木タカシ 役
- 師匠の女将さん　いじりいじられ（2018年12月21日、オーピー映画） - 相原建一 役[6]
- プラネット・オブ・アメーバ（2018年12月22日、マメゾウピクチャーズ） - 千葉護 役[7]
- 豊満OL 寝取られ人事（2018年12月28日、オーピー映画） - 高橋直哉 役[8]
- TOMATOES（2019年2月、監督：望月元気）- 監督 役
- 激イキ奥様　仕組まれた快楽（2019年4月12日、オーピー映画） - 山内孝弘 役[9]
- 人妻の吐息　淫らに愛して（2019年5月3日、オーピー映画） - 小林良 役[10]
- ツンデレ娘　奥手な初体験（2019年5月17日、オーピー映画）‐ 男A 役[11]
- 溢れる淫汁　いけいけ、タイガー（2019年5月24日、オーピー映画） - 蛇塚博士 役[12]
- 若妻トライアングル　ぎゅっとしめる（2019年7月19日、オーピー映画） - 田中 役[13]
  - まりかマリカまりか（2019年8月28日、オーピー映画）※若妻～の一般公開編集版[14]
- 憂なき男たちよ　快楽に浸かるがいい。（2019年8月9日、新日本映像）-　長塚知親　役
- 悶絶劇場 あえぎの群れ（2019年8月9日、オーピー映画） - AV男優 役[15]
  - やりたいふたり（2019年8月24日、オーピー映画）※悶絶劇場の一般公開編集版[16]
- 変態怪談　し放題され放題（2019年8月16日、オーピー映画） - 江口 役[17]　※8月11日に1日限定先行公開。
- 未亡人下宿？エピソード3　裏口も開いてます（2019年9月6日、オーピー映画）‐ 尾崎清彦 役[18]
- おせんち酒場　君も濡れる街角（2019年10月11日、オーピー映画） - 杉山大輝 役[19]
- おねだり、たちまち、どスケベ三昧（2019年12月20日、オーピー映画）‐ 新村正義 役[20]
- ひとり妻　熟れた旅路の果てに（2020年1月31日、オーピー映画） - 芹澤拓真 役
- ピンク・ゾーン3 ダッチワイフ慕情（2020年2月14日、オーピー映画） - 岡部軍医 役
- はめ堕ち淫行　猥褻なきずな（2020年3月6日、オーピー映画）[21]
- パラレル・セックス　痴女が潜む街（2020年3月27日、オーピー映画）
- 優しいおしおき おやすみ、ご主人様（2020年6月26日、オーピー映画）[22]
- 名器乱舞　欲情の下半身（2020年7月10日、オーピー映画）[23]
- つれこむ女 したがりぼっち（2020年7月17日、オーピー映画） - 江口 役[24]
- 月と寝る女 またぐらの面影（2020年12月18日、オーピー映画） - シュウヘイ 役
- 人妻一番!二人きりトゥナイト（2021年3月12日、オーピー映画）-  タカシ 役[25]
- 淫靡な女たち イキたいとこでイク!（2021年4月9日、オーピー映画）-  江口祐介 役
- 尻肉ライダー ぶっかけて青春!（2021年7月16日、オーピー映画）[26]
- ペッティング・モンスター  快楽喰いまくり（2021年7月30日、オーピー映画）- 裕樹 役
- すけべ繁忙期　モーレツたらし込み（2021年9月17日、オーピー映画）- 高山 役
- 夜の研修生 彼女の秘めごと（2021年10月8日、オーピー映画） - 原田良雄 役
  - 海辺の街の約束（2021年11月13日、オーピー映画）※再編集版[27]
- 裸のタイガー エロス狩り（2022年2月11日、オーピー映画）
- いんらん百物語 喜悦絶叫!（2022年7月29日、オーピー映画） - 江口 役
- バーミリオン（2022年12月4日、オーピー映画） - 雅之 役[28]
- かわいいオリカ（2022年12月6日、オーピー映画） - マジシャン 役
- 下ネタトリオ マドンナを狙え（2023年5月26日、オーピー映画）
- パーフェクト・キス 濡らしてプレイバック（2023年5月26日、オーピー映画） - 平川 役
- 美乳若妻と巨乳女将　蕩けるお宿（2023年7月28日、オーピー映画） - 雅之 役
  - あなたに会いたくて…（2023年12月6日、オーピー映画）※再編集版
- 引っ越してきました麻美です。（2023年12月3日、オーピー映画）[29]
- ふきげんな姉妹（2023年11月25日、オーピー映画）[29]
- 変態の季節（2023年12月1日、オーピー映画）[29]
- みちるさんがやってくる（2023年12月1日、オーピー映画）[29]
- 異常性欲の夜 うごめく肉唇（2024年8月2日、オーピー映画）
- トリプル・クライマックス 三人の女たち『スカーレットナイト』（2024年9月20日、オーピー映画）[30]
- 十一人の賊軍（2024年11月1日、東映） - 世良荘一郎 役[31][32]
- 漁師の嫁 天然巨乳快楽漬け（2024年11月1日、オーピー映画）
- 離れられない君へ（2024年12月1日、オーピー映画）- 鮫内慎二 役[33]
- みゆきの結婚（2024年12月7日、オーピー映画）- 将司 役[34]
- なのに、やめられない　スズカのスナック（2024年12月8日、オーピー映画） - 潤一 役[35]
- 犬とナマズ THE DOG & THE CATFISH（2024年12月14日、オーピー映画）
- となりの宇宙人（2025年6月27日、SPOTTED PRODUCTIONS）[36]
- 人妻怪談 淫欲むせび泣き（2025年8月1日、オーピー映画、監督：山内大輔） - 高山 役

### オリジナルビデオ
- 「組葬」（香月秀之監督）
- 「超高速！ホットパンツロード」（夏目大一朗監督）
- 「ガチンコ疾走編」（広瀬陽監督）
- 「心霊食堂」（夏目大一朗監督）
- 「心霊食堂2」（夏目大一朗監督）
- 「ホームジャック」（越坂康史監督）
- 「ホームジャックリバース」（越坂康史監督）
- 「ガールズファーム〜少女奴隷牧場〜」（越坂康史監督）
- 「ガールズファーム2〜少女奴隷牧場〜」（越坂康史監督）
- 「あぶないデカ女」（夏目大一朗監督）
- 「東京地下女子刑務所エリア∞」（越坂康史監督）
- 「メス猫〜キャットピープルの誘惑」（遊山直奇監督）
- 「やめて」（遊山直奇監督）
- 「CATCH〜キャッチ〜」（越坂康史監督）
- 「ドクターZERO」（越坂康史監督）
- 「ホームジャックトライアングル」（越坂康史監督）
- 「監禁惑星アメーバ」（越坂康史監督）
- エクスタシーリベンジ（遊山直奇監督）
- 嬢王夜曲　～姉妹キャバ嬢SEX対決～（山内大輔監督）
- 夜王伝説　～美女を貪るネオン街の野望～（山内大輔監督）
- 超・時空変態人間　～バックトゥエクスタシー！！～（遊山直奇監督）
- リベンジポルノ PAIN OF LOVE（山内大輔監督）
- 三代目襲名:沙羅（国沢実監督）
- やめて２（遊山直奇監督）
- セクシーエクスチェンジ （国沢実監督）
- 闇の女手配師-リオ-（山内大輔監督）
- ホームジャック カルテット（越坂康史監督）
- THE HORROR VIDEO（松本了監督）
- 神家族　GODFAMILY（奥渉監督）
- 嬢王夜曲2 美人キャバ嬢欲望満開ナイト（山内大輔監督）
- ホームジャック ペンタグラム（越坂康史監督）
- ホラーハウス（2021年2月25日、山内大輔監督、オールインエンタテインメント） - 柴田雅彦 役[37]
- ホラーハウス Vol.2（2021年3月25日、山内大輔監督、オールインエンタテインメント） - 柴田雅彦 役
- あ・べ・こ・べ　セクシーボディ姉妹のHなヒミツ（2021年10月6日、国沢実監督、シネポップ）[38]
- 色眼鏡　藍染小紋の女-沙織-（2021年、カワノゴウシ監督、シネマファスト）[39]
- 農家に嫁いだ女 危険な同居愛（2022年3月2日、鬼脚助二郎監督、発売：ブリーズ、販売：アクセルエー）
- 夜王烈伝 愛のカリスマを目指す男（2024年12月4日、ネクスタシーEX、シネマファスト）※レンタルのみ[40]
- 夜王烈伝2 打倒No.1への道（2024年12月27日、ネクスタシーEX、シネマファスト）※レンタルのみ[41]
- 夜王烈伝3 眠らない街を制覇せよ（2025年3月5日、ネクスタシーEX、シネマファスト）※レンタルのみ[42]

### ウェブドラマ
- ザ・娼年倶楽部4 肉欲遊戯を駆け抜けるオンナの性（2022年3月9日、シネマファスト）[43]
- 色眼鏡III 愛欲の秘境を覗いた夫婦（2023年11月3日、ネクスタシーEX、シネマファスト）[44]
- 闇の女手配師レイカ 妖艶美女スカウトが誘う甘美な闇（2023年11月3日、ネクスタシーEX、シネポップ）[45]
- あ・べ・こ・べround3 Hなホンネと理想のカラダ（2024年8月2日、ハニードリーム、シネマファスト）[46]
- 色眼鏡IV 見られる快感、見つめる恍惚（2024年9月4日、ネクスタシーEX、シネマファスト）[47]
- CONNECT 覇者への道（2025年6月25日 - 、U-NEXT） - 元帝都連合幹部 名和会系組員 木村武 役[48]
- 御存知！透明人間 人生イッパツ逆転絵巻（2025年6月4日、シネポップ、シネマファスト） - 健二 役[49]